# Рімбах (Гессен)
Рімбах (нім. Rimbach) — громада в Німеччині, знаходиться в землі Гессен. Підпорядковується адміністративному округу Дармштадт. Входить до складу району Бергштрасе.
Площа — 23,16 км2. Населення становить 8737 ос. (станом на 31 грудня 2020).